# كارل إي. غوثري
كارل إي. غوثري (بالإنجليزية: Carl E. Guthrie)‏ هو مصور سينمائي أمريكي، ولد في 15 أكتوبر 1905 في سانت لويس في الولايات المتحدة، وتوفي في 23 أبريل 1967 في لوس أنجلوس في الولايات المتحدة.

## وصلات خارجية
- كارل إي. غوثري على موقع IMDb (الإنجليزية)
- كارل إي. غوثري على موقع ألو سيني (الفرنسية)
- كارل إي. غوثري على موقع أول موفي (الإنجليزية)
- كارل إي. غوثري على موقع قاعدة بيانات الأفلام السويدية (السويدية)
- كارل إي. غوثري على موقع قاعدة بيانات الفيلم (الإنجليزية)
- كارل إي. غوثري على موقع كينوبويسك (الروسية)